# Bùi Văn Ga
Bùi Văn Ga (sinh ngày 18 tháng 11 năm 1957) là một chính khách kiêm cựu kĩ sư người Việt Nam. Ông nguyên là Thứ trưởng của Bộ Giáo dục và Đào tạo Việt Nam.

## Tiểu sử
Bùi Văn Ga (tên thật là Bùi Văn Gà) sinh ngày 18 tháng 11 năm 1957 tại Bình Định.
Ông bảo vệ luận án Tiến sĩ với nhan đề "Contribution a l'etude des flammes parietales turbulentes de diffusion" tại École Centrale de Lyon (Pháp) vào năm 1989.
Ông bảo vệ luận án Tiến sĩ khoa học chuyên ngành Động cơ nhiệt với nhan đề "Góp phần nghiên cứu ngọn lửa tự do, rối và khuếch tán bằng nhiên liệu khí và nhiên liệu lỏng" tại Đại học Bách Khoa Đà Nẵng vào năm 1994.
Năm 2002, ông được phong học hàm Giáo sư.
Bùi Văn Ga từng là giảng viên Đại học Bách khoa Đà Nẵng, nguyên Trưởng ban quan hệ quốc tế Đại học Đà Nẵng, nguyên Hiệu trưởng trường Cao đẳng Công nghệ - Đại học Đà Nẵng, Ủy viên Ban chấp hành Đảng bộ thành phố Đà Nẵng nhiệm kỳ 2006 - 2010, Ủy viên Hội đồng chính sách Khoa học công nghệ Quốc gia 2009 - 2013.
- Từ 2004-2006: Hiệu trưởng trường Đại học Bách khoa - Đại học Đà Nẵng.
- Từ 2006-29 tháng 10 năm 2010: Giám đốc Đại học Đà Nẵng.
- Ngày 30 tháng 06 năm 2010: được Thủ tướng Nguyễn Tấn Dũng bổ nhiệm là Thứ trưởng Bộ Giáo dục và Đào tạo.[3]
- Ngày 25 tháng 3 năm 2011: được Thủ tướng Nguyễn Tấn Dũng bổ nhiệm là Phó Chủ tịch Hội đồng chức danh Giáo sư nhà nước thay GS-TSKH. Bành Tiến Long (có hiệu lực vào ngày 1 tháng 4 năm 2011)
- Ngày 19 tháng 5 năm 2015, theo quyết định 650/QĐ-TTg, Thủ tướng Nguyễn Tấn Dũng bổ nhiệm lại ông Bùi Văn Ga giữ chức Thứ trưởng Bộ Giáo dục và Đào tạo.[4]
- Tháng 9 năm 2017, Thủ tướng Nguyễn Xuân Phúc đã ký quyết định số 1448/QĐ-TTg về việc ông Bùi Văn Ga, được kéo dài thời gian công tác sau khi hết tuổi làm công tác quản lý từ ngày 1 tháng 12 năm 2017, để giảng dạy và nghiên cứu khoa học tại Đại học Đà Nẵng theo nghị định số 141/2013/NĐ-CP ngày 24 tháng 10 năm 2013 của Chính phủ.[5]